# Gourdon, Skottland
Gourdon är en ort i Storbritannien.   Den ligger i kommunen Aberdeenshire och riksdelen Skottland, i den norra delen av landet, 600 km norr om huvudstaden London. Gourdon ligger 34 meter över havet och antalet invånare är 569.
Terrängen runt Gourdon är platt. Havet är nära Gourdon åt sydost.  Närmaste större samhälle är Montrose, 17,5 km sydväst om Gourdon. 